# Сабилинф
Сабилинф, Сабалинт (V век до н. э.) — регент при малолетнем эпирском царе Таррипе.
В начале Пелопоннесской войны, в 429 году до н. э. спартанцы и их союзники под руководством Кнема предприняли поход против Акарнании, поддерживавшей афинян. Перечисляя участников этого похода, Фукидид назвал и Сабилинфа — в качестве предводителя отряда молоссов и атинтанов.